# 弗拉季皮利
49°38′52″N 23°9′26″E / 49.64778°N 23.15722°E
弗拉季皮利（烏克蘭語：Владипіль），是烏克蘭西部的村莊，隸屬利維夫州的桑比爾區。該村面積1.54平方公里，海拔高度285米，2001年人口116，人口密度每平方公里75.32人。